# Rubén Toribio Díaz
Rubén Toribio Díaz Rivas (Lima, 17 de abril de 1952) es un exfutbolista peruano. 
Se desempeñaba en la posición de defensa y lateral izquierdo. Con la selección de fútbol del Perú fue campeón de la Copa América en 1975 y asistió a las Copas Mundiales de 1978 y 1982, además de destacarse en clubes como Universitario de Deportes y Sporting Cristal.
Es considerado uno de los mejores defensas peruanos de la historia. Era un muy recio marcador de punta izquierdo y también defensa central de gran fortaleza física y mucha agresividad en la marca, en sus inicios con un desmedido ímpetu. 
Luego de pasar por Defensor Arica y Deportivo Municipal llegó en 1974 a Universitario ganando la Liga Peruana en su primera temporada, aunque fue posteriormente con Sporting Cristal con el que encontró su mayor identificación, corrigió su habitual vehemencia y se convirtió en un defensor de buena calidad técnica y solvencia, además de ganar otros tres campeonatos nacionales.

## Trayectoria
Rubén «Panadero» Díaz defendió las camisetas del Defensor Arica, Deportivo Municipal, Universitario de Deportes, Sporting Cristal e Internazionale San Borja de la Primera División del Perú. 
Con Sporting Cristal fue tres veces campeón nacional los años 1979, 1980 y 1983; con Universitario de Deportes fue semifinalista en la Copa Libertadores 1975, formando una dupla defensiva con el capitán de América Héctor Chumpitaz, quedándose a 13 minutos de jugar la final contra Independiente, ese mismo año fue campeón de la Copa América con Perú. 
Sus últimos años jugó en el Deportivo Municipal y Internazionale San Borja, en ese último club lo hizo de técnico-jugador el segundo semestre de 1989 y luego a mediados de 1990.

### Asistente técnico
Tras su retiro en 1991 trabajó como asistente técnico de Julio César Uribe desde el año 1993 en el Carlos A. Mannucci hasta el 2006 en el Cienciano del Cuzco y en el año 2007 lo acompañó en la dirección técnica de la selección de fútbol del Perú en la Copa América 2007 de Venezuela.

## Selección nacional

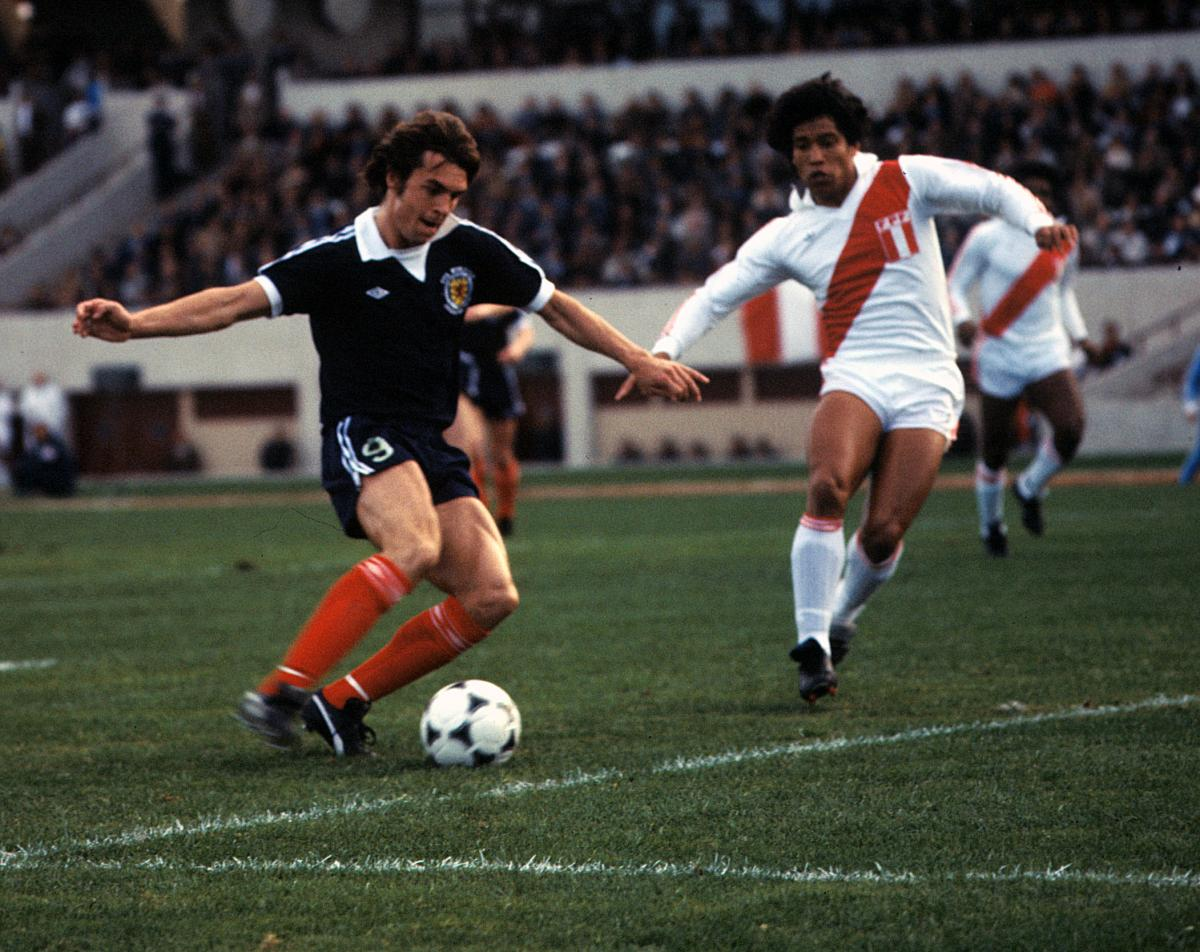
Panadero disputando un balón con Joe Jordan en la Copa Mundial de Fútbol de 1978.

Fue internacional con la selección de fútbol del Perú en 89 ocasiones y marcó 2 goles. Debutó el 29 de marzo de 1972, en un encuentro amistoso ante la selección de Colombia que finalizó con marcador de 1-1. A los 23 años fue titular en la zaga peruana, en la Copa América 1975 que obtuvo el Perú. Participó en los mundiales de Argentina 1978 donde se lesionó antes del partido ante Brasil en la segunda fase y fue el capitán peruano en España 1982. En ese mundial, le anotó un gol de tiro libre a Dino Zoff en el empate peruano 1-1 ante Italia futura campeona. Su último encuentro con la selección lo disputó el 27 de octubre de 1985 en la derrota por 4-2 ante Chile.

### Participaciones en Copas del Mundo
| Copa                           | Sede      | Resultado        |
| ------------------------------ | --------- | ---------------- |
| Copa Mundial de Fútbol de 1978 | Argentina | Cuartos de final |
| Copa Mundial de Fútbol de 1982 | España    | Primera fase     |

### Participaciones en Copa América
| Copa              | Sede          | Resultado |
| ----------------- | ------------- | --------- |
| Copa América 1975 | Sin sede fija | Campeón   |
| Copa América 1979 | Sin sede fija | Semifinal |
| Copa América 1983 | Sin sede fija | Semifinal |

### Participaciones en Eliminatorias
| Eliminatorias                    | Equipo            | Resultado      |
| -------------------------------- | ----------------- | -------------- |
| Eliminatorias Sudamericanas 1974 | Selección Peruana | No Clasificado |
| Eliminatorias Sudamericanas 1978 | Selección Peruana | Clasificado    |
| Eliminatorias Sudamericanas 1982 | Selección Peruana | Clasificado    |
| Eliminatorias Sudamericanas 1986 | Selección Peruana | No Clasificado |

### Resumen estadístico
| Selección Nacional | Año  | Partidos | Goles |
| ------------------ | ---- | -------- | ----- |
| Selección Peruana  | 1972 | 2        | 0     |
| Selección Peruana  | 1975 | 13       | 1     |
| Selección Peruana  | 1976 | 3        | 0     |
| Selección Peruana  | 1977 | 12       | 0     |
| Selección Peruana  | 1978 | 9        | 0     |
| Selección Peruana  | 1979 | 6        | 0     |
| Selección Peruana  | 1980 | 2        | 0     |
| Selección Peruana  | 1981 | 6        | 0     |
| Selección Peruana  | 1982 | 9        | 1     |
| Selección Peruana  | 1983 | 6        | 0     |
| Selección Peruana  | 1985 | 14       | 0     |

## Clubes
| Club                      | País | Año         |
| ------------------------- | ---- | ----------- |
| Defensor Arica            | Perú | 1969 - 1971 |
| Deportivo Municipal       | Perú | 1972 - 1973 |
| Universitario de Deportes | Perú | 1974 - 1977 |
| Sporting Cristal          | Perú | 1978 - 1987 |
| Deportivo Municipal       | Perú | 1988 - 1989 |
| Internazionale San Borja  | Perú | 1989 - 1991 |

## Palmarés

### Títulos nacionales
| Título                    | Club                      | País | Año  |
| ------------------------- | ------------------------- | ---- | ---- |
| Primera División del Perú | Universitario de Deportes | Perú | 1974 |
| Primera División del Perú | Sporting Cristal          | Perú | 1979 |
| Primera División del Perú | Sporting Cristal          | Perú | 1980 |
| Primera División del Perú | Sporting Cristal          | Perú | 1983 |

### Torneos zonales
| Título               | Club             | País | Año  |
| -------------------- | ---------------- | ---- | ---- |
| Torneo Metropolitano | Sporting Cristal | Perú | 1986 |

### Títulos internacionales
| Título       | Selección          | Sede | Año  |
| ------------ | ------------------ | ---- | ---- |
| Copa América | Selección del Perú | Perú | 1975 |